# Team Hawaii
Team Havaí foi um time de futebol baseado em Honolulu, que jogou na NASL. A equipe só durou um ano, 1977. Seu estádio foi o Aloha Stadium. Antes do Havaí, a equipe jogou como San Antonio Thunder. Depois de deixar o Havaí, a equipe havaiana ficou conhecida como Tulsa Roughnecks.

## Elenco de 1977
Nota: Bandeiras indicam equipe nacional, conforme definido pelas regras de elegibilidade da FIFA. Os jogadores podem ter mais de uma nacionalidade não-FIFA.
| N.º |                | Posição | Jogador          |
| --- | -------------- | ------- | ---------------- |
| 0   | Estados Unidos | G       | Jimmy Joerg      |
| 1   | Inglaterra     | G       | Peter Fox        |
| 2   | Estados Unidos | D       | Chris Carenza    |
| 3   | Brasil         | D       | Moreira          |
| 3   | Estados Unidos | D       | Dave Stahl       |
| 4   | Estados Unidos | D       | Mark Stahl       |
| 5   | Escócia        | D       | Charlie Mitchell |
| 6   | Alemanha       | D       | Peter Nover      |
| 7   | Inglaterra     | D       | Tommy Taylor     |
| 8   | Inglaterra     | D       | Keith Coleman    |
| 11  | Alemanha       | D       | Axel Neumann     |
| 13  | Estados Unidos | D       | Ed Pitney        |
| 21  | Canadá         | D       | Tim Hunter       |

| N.º |                       | Posição | Jogador           |
| --- | --------------------- | ------- | ----------------- |
| 9   | Escócia               | M       | Jim Henry         |
| 10  | Portugal              | M       | Diamantino Costa  |
| 10  | Inglaterra            | M       | Ben Smith         |
| 19  | Inglaterra            | M       | Pat Holland       |
| 11  | Inglaterra            | M       | Chris Dangerfield |
| 14  | Canadá                | A       | Victor Kodelja    |
| 15  | Estados Unidos        | A       | Dan Counce        |
| 16  | Inglaterra            | A       | Brian Tinnon      |
| 17  | São Cristóvão e Nevis | A       | Bert Bowery       |
| 18  | Chipre                | A       | Yilmaz Orhan      |
| 20  | República da Irlanda  | A       | Hilary Carlyle    |